# Colombier (Haute-Saône)
Colombier é uma comuna francesa na região administrativa de Borgonha-Franco-Condado, no departamento de Alto Sona. Estende-se por uma área de 13,91 km². Em 2010 a comuna tinha 456 habitantes (densidade: 32,8 hab./km²).